# Elies de Cortona
Elies de Cortona, deixeble de sant Francesc d'Assís (Assís, vers 1180 - Cortona, 22 d'abril de 1253). Va ser un dels primers a unir-se a l'Orde de Frares Menors (Ordo Fratrum Minorum) fundada per Francesc d'Assís.

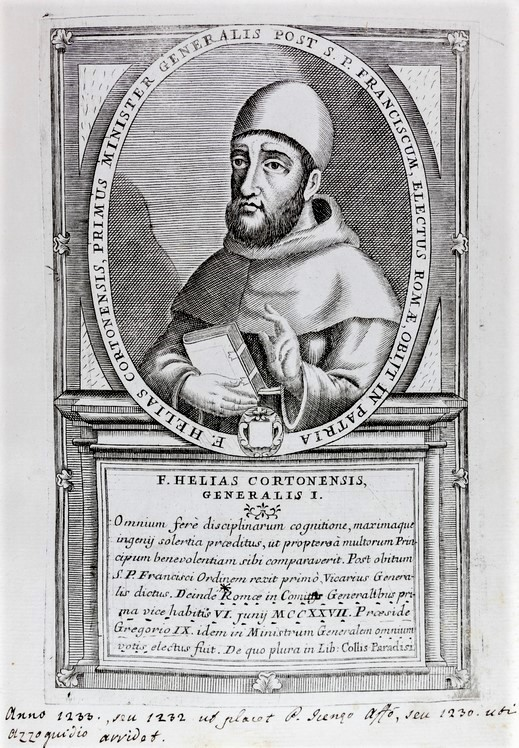
Darrer retrat d'Elies de Cortona

Va ser el cap de l'ordre dues vegades. El 1217 Elies va dirigir la missió franciscana a Terra Santa, com a primer ministre provincial de Síria. Va viatjar a Palestina amb Francesc d'Assís, i junts van tornar a Itàlia el 1220. Des del 1221 fou vicari dels franciscans, i des de la mort de Francesc d'Assís, el 1226, fou superior fins al 1227, fins que fou escollit Joan Parenti per substituir-lo. Més tard, per ordre del papa Gregori IX, va ser el responsable de la construcció de la basílica d'Assís, construïda en memòria de sant Francesc.
El 1232 va ser elegit general de l'orde, però Elies va tenir molts opositors, sobretot aquells que volien respectar plenament la regla de pobresa de Francesc; Elies era massa terrenal i tenia massa autoritat segons la seva opinió. El 1239 va ser deposat, i va tornar a Cortona amb uns quants seguidors. L'any 1240, Gregori IX va abdicar per l'actitud anti papal de Frederic II, emperador del Sacre Imperi Romanogermànic; El 1244, Innocenci IV va ser nomenat per l'emperador quan va ser nomenat ambaixador a Nicea i Constantinoble. El 1245, va construir una església i un monestir a Cortona en honor a sant Francesc. Va tornar a l'església abans de morir.